# Odontomachus assiniensis
Odontomachus assiniensis är en myrart som beskrevs av Carlo Emery 1892. Odontomachus assiniensis ingår i släktet Odontomachus och familjen myror. Inga underarter finns listade i Catalogue of Life.

## Bildgalleri

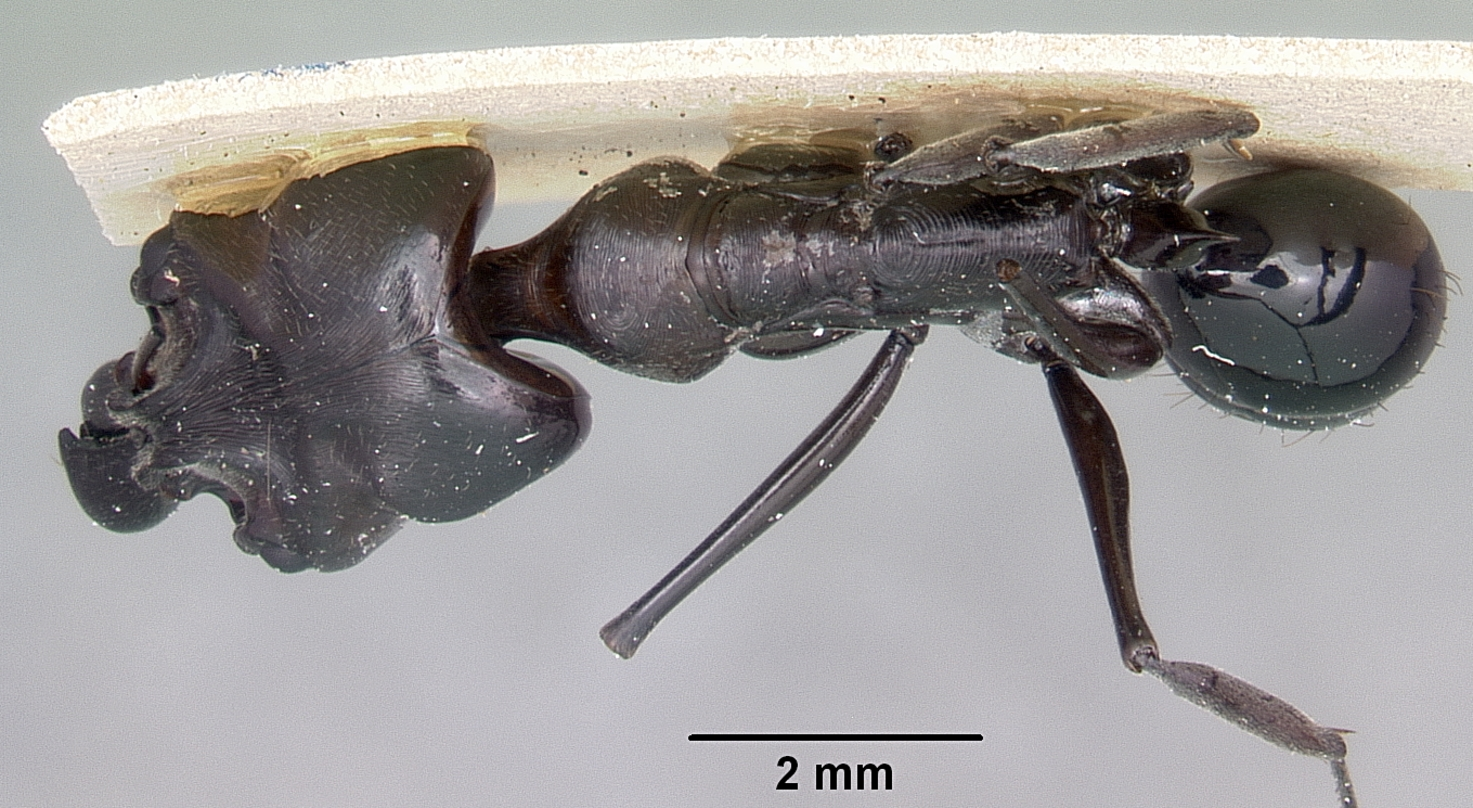
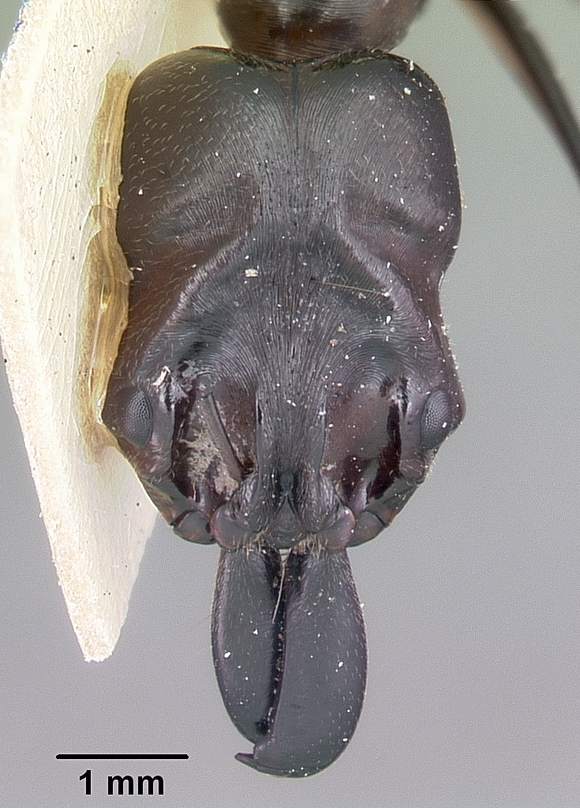
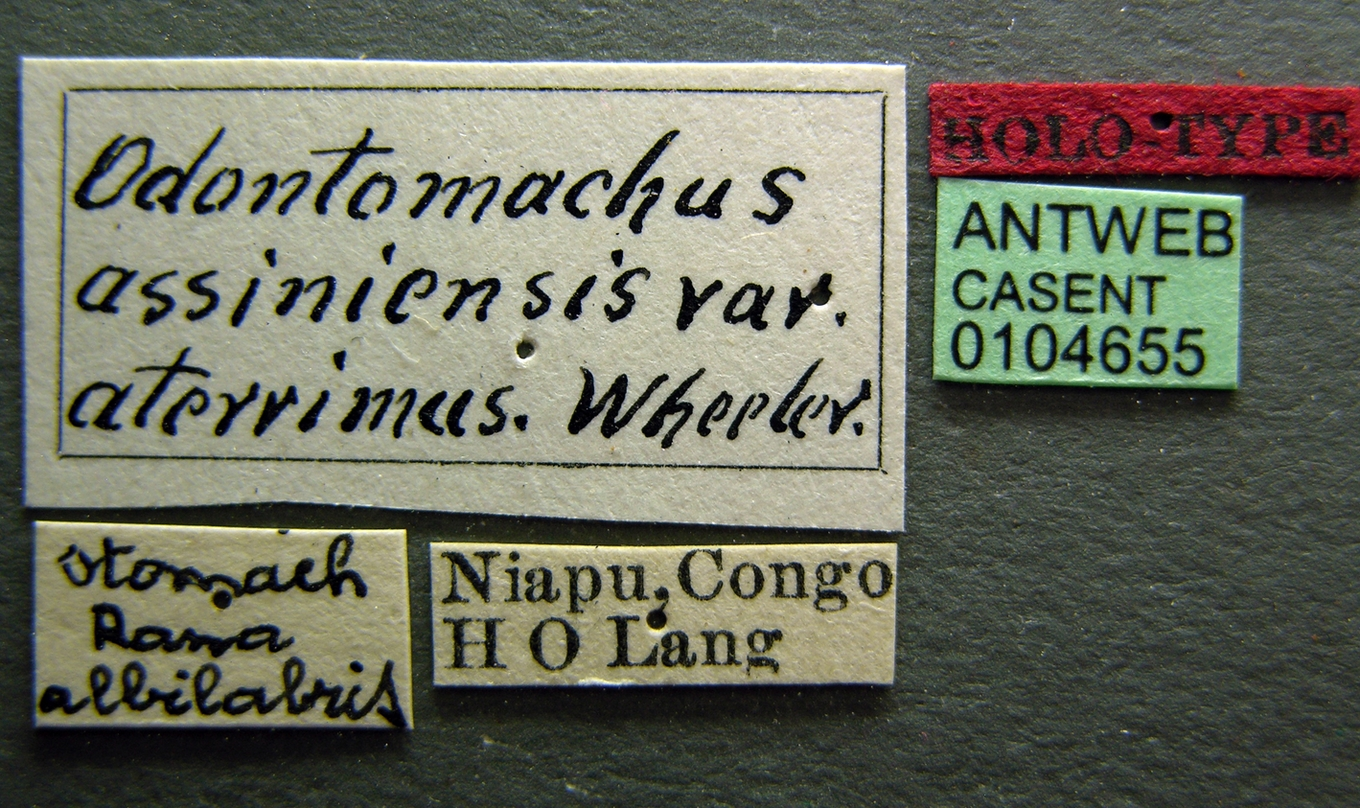
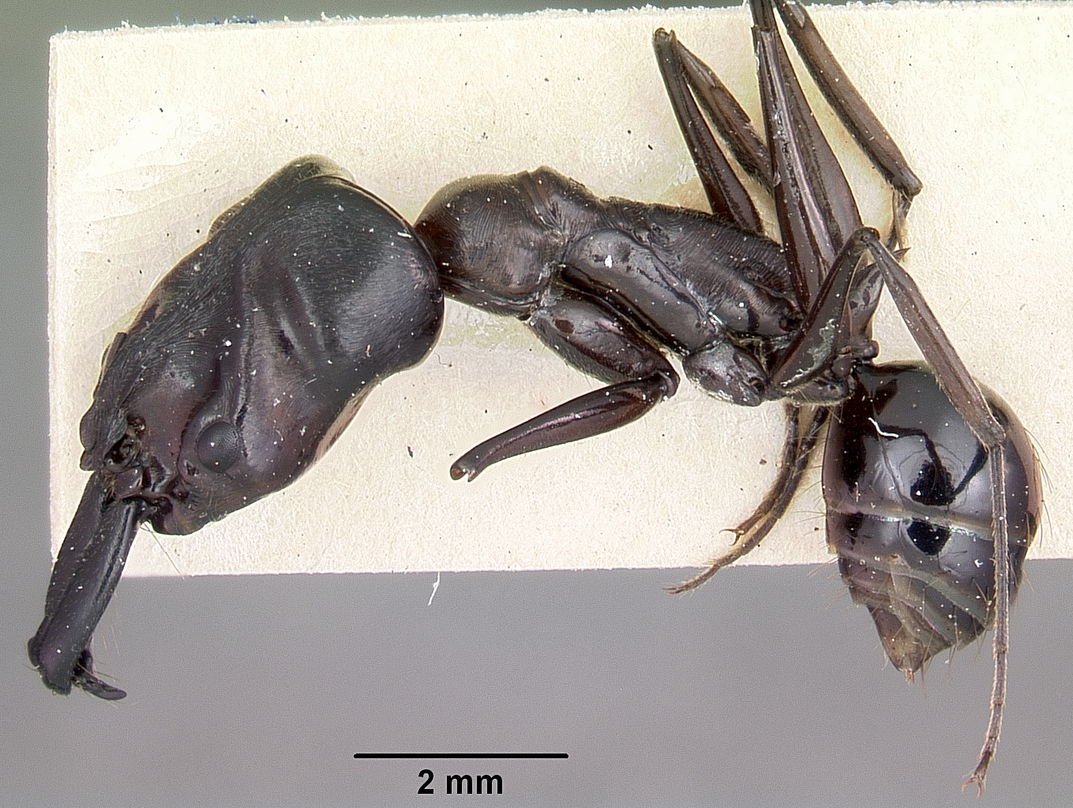
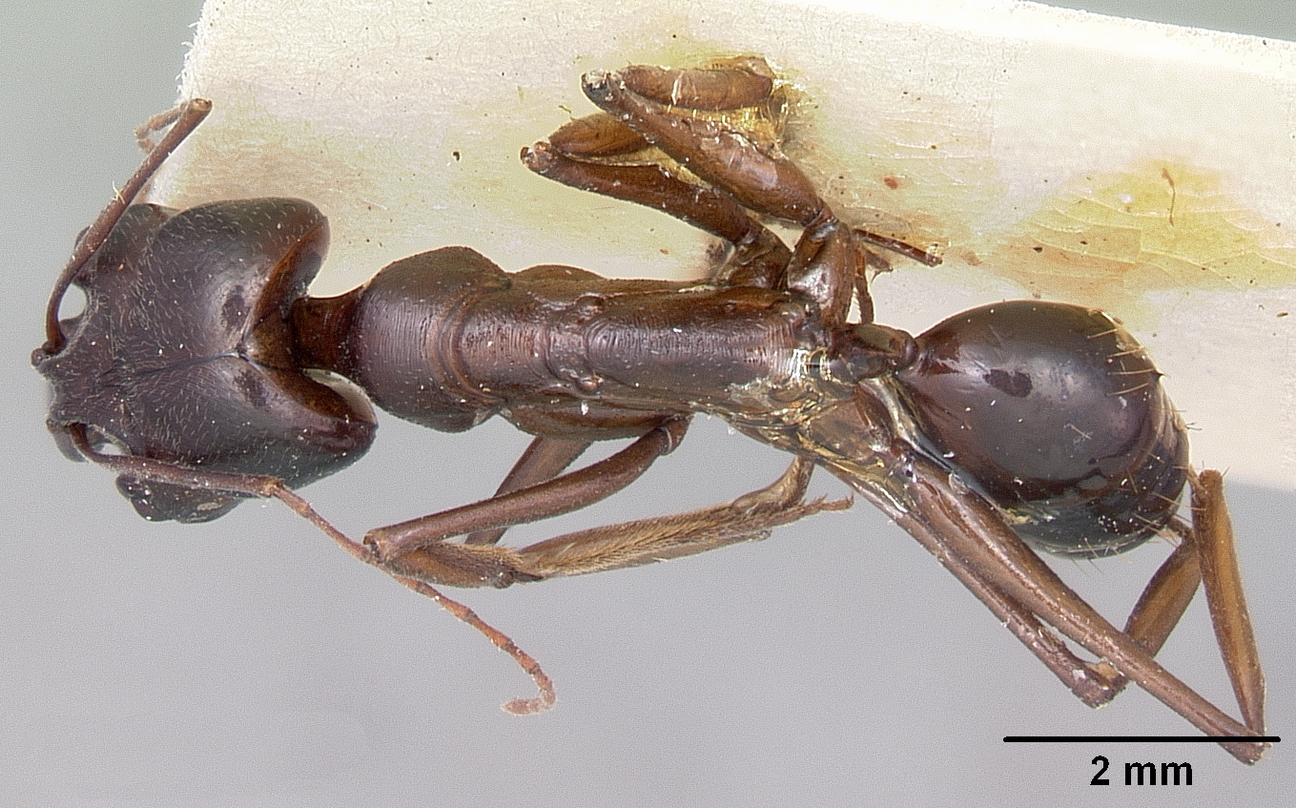
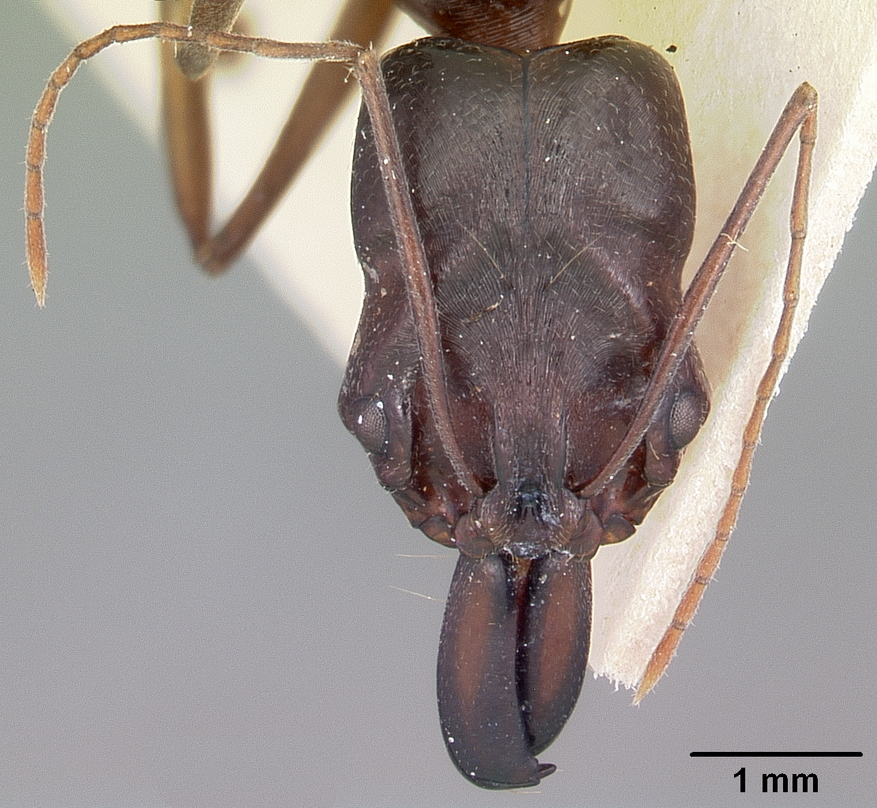